# Virumaa (gebied)
Virumaa is een historische regio in het oude Estland, oorspronkelijk bekend als Vironia. Gelegen in het noordoosten van Estland, was Virumaa ooit een onafhankelijke provincie. Het gebied is onderverdeeld in twee moderne provincies: Ida-Virumaa, vertaald als Oostelijk Vironia, en Lääne-Virumaa, vertaald als Westelijk Vironia. De Vironiërs, de oorspronkelijke bewoners, bouwden talloze versterkingen, waaronder bekende bolwerken zoals Tarwanpe (hedendaags Rakvere) en Agelinde (nu Punamägi in het dorp Äntu).
De geschiedenis van Virumaa omvat de overgang van het heidendom naar het christendom tijdens de Noordelijke Kruistochten in de 13e eeuw. De Vironiërs speelden een rol in conflicten tussen Duitse en Deense kruisvaarders, en hun gebied werd het toneel van politieke strijd en wisselende machtsverhoudingen. Uiteindelijk werd Virumaa in 1238 aan Denemarken gegeven volgens het Verdrag van Stensby.
De naam Virumaa wordt nog steeds gebruikt voor het noordoostelijke deel van Estland.